# Kritieke succesfactoren
Kritieke succesfactoren zijn factoren die beslissend zijn voor het al dan niet behalen van een vooraf gesteld doel. Om het doel te behalen ("succes") zijn bepaalde factoren een noodzakelijke voorwaarde ("kritiek").
De term KSF is geïntroduceerd door John F. Rockart (1979) en sindsdien zijn er vele onderzoeken op het gebied van KSF geweest en is de betekenis van KSF verschoven.

## Referentie
- Rockart, J.F. " Chief executives define their own data needs," Harvard Business Review (2) 1979, pp 81-93.